# Gott allein sieht mich
Gott allein sieht mich ist eine französische Beziehungskomödie von Bruno Podalydès aus dem Jahr 1998.

## Handlung
Albert Jeanjean lebt in Versailles, arbeitet beim Film als Tontechniker und muss sich bei der leisesten Andeutung eines Flirts, aus dem etwas werden könnte, übergeben. In Paris findet die Bürgermeisterwahl statt und hier trifft er als Wahlhelfer neben seinen Freunden Otto, mit dem er beim Ton arbeitet, und François auch einige Frauen. Die drei Freunde machen sich hier häufig einen Spaß daraus, aus der Ansicht der Beine in den Wahlkabinen auf das Aussehen der Frau zu tippen. Näher lernt Albert kurz darauf die junge Sophie kennen: Als er beim Dreh in Toulouse ist, spendet er mit Otto spontan Blut und sie ist eine der beiden Krankenschwestern. Sophie gibt ihm ihre Nummer und so verbringt er den Abend mit ihr, wobei auch zahlreiche Freunde anwesend sind und sich ein Fußballspiel ansehen. Dank eines Torkuss-Spiels küssen sich Albert und Sophie kurz darauf. Nach dem Spiel fahren sie zu Sophie nach Hause, doch währt die Zweisamkeit nicht lange, weil Sophies betrunkener Exfreund auftaucht. Am nächsten Tag fährt Albert zurück nach Versailles, unsicher, ob ein Bleiben in Toulouse nicht doch die bessere Entscheidung gewesen wäre. Mit François begibt er sich bald darauf zu einer Filmvorführung, wobei sich im Film die Künstlertochter Anna Festival samt ihrer Liebe zu Vögeln ausgelebt hat. François warnt Albert vor Anna, die auf Männer unwiderstehlich wirke, und tatsächlich verliebt sich Albert in sie. Seine nächste Affäre ist jedoch nicht mit ihr, sondern mit François’ neuer Freundin Corinne, die mit ihm flirtet und sich später als Polizistin entpuppt und ihn aus einer misslichen Lage befreit. Beide verbringen die Nacht gemeinsam in Alberts Versailler Wohnung. François wiederum ahnt, dass Corinne fremdgegangen ist, und hat schlechte Laune.
In Versailles hat sich eine Demonstration angekündigt. Sophie ist aus diesem Grund in der Stadt, schaut bei Albert vorbei und schläft mit ihm. Auch Anna meldet sich bei ihm, da sie zur Demo in Versailles sein wird. Beide treffen sich in einem Restaurant und reden miteinander, was zur Folge hat, dass Albert sich mehrfach auf der Toilette übergeben muss. Sie landen am Ende bei Anna und gemeinsam im Bett. Zur Demonstration, die von Alberts Bekanntem Cruquet geleitet wird, erscheint Albert erst, als die meisten Personen bereits gegangen sind. Er erlebt, wie die radikale Minderheit von der Polizei verfolgt und teilweise verhaftet wird. Sophie zeigt sich vor Albert empört, erst recht, als sie erkennt, dass Albert mit Polizistin Corinne bekannt ist. Auch Anna hat angesichts der zahlreichen Liebschaften Alberts genug: Am Ende bleibt Albert allein zurück.
François kommt wieder mit Corinne zusammen. Anna wiederum entscheidet sich anders und kehrt zu Albert zurück. Und auch die Wahlen gehen immer noch weiter, da sich keiner der Kandidaten durchsetzen konnte. Albert ist erneut als Wahlhelfer tätig und nimmt die Wahlkärtchen von François, Otto, Anna und all den anderen entgegen.

## Produktion
Gott allein sieht mich war das Langfilmregiedebüt von Bruno Podalydès, der zuvor mehrere Kurzfilme realisiert hatte. Mit dem Kurzfilm Eine Nacht in Versailles (Original: Versailles Rive Gauche) und dem 2009 erschienenen Langfilm Auf der Parkbank (Original: Bancs publics (Versailles rive droite)) bildet Gott allein sieht mich Bruno Podalydès’ Versailles-Trilogie.
Die Dreharbeiten fanden vom 27. November 1995 bis 26. Februar 1996 unter anderem in Paris, Versailles, Montesson (Kindertagesstätte/Wahllokal) und im Hotel Mercure Atria in Toulouse statt. Die Kostüme schufen Juliette Chanaud, Dorothée Guiraud und Rabea Souchet, die Filmbauten stammen von Camille Guillon, Antoine Platteau und Françoise Rabut.
Der Film ist Bruno und Denis Podalydès’ Bruder Éric Podalydès gewidmet, der sich 1998 das Leben nahm. Schriftsteller Michel Butel (1940–2018) ist im Film in einem Cameo-Auftritt zu sehen. Im Film finden sich zahlreiche Anspielungen auf Märchenerzählungen, die Filme von François Truffaut sowie – ein typisches Element der Filme von Bruno Podalydès – Hergés Tim und Struppi. Auf den Originaltitel Tintin spielt Alberts Nachname Jeanjean an. Die Szene von Anna und Albert im syldavischen Restaurant ist eine Hommage an eine Szene im Tim-und-Struppi-Comic König Ottokars Zepter, in der Tim mit Struppi das Restaurant Klow aufsucht.
Gott allein sieht mich lief am 3. Juni 1998 in den französischen Kinos an und war in der Folge auch auf verschiedenen internationalen Filmfestivals zu sehen, so im Juni 1998 auf dem Festival du film français au Japon, im August 1998 auf dem Locarno Film Festival und Anfang 1999 auf dem International Film Festival Rotterdam. Am 2. September 1999 lief der Film in den deutschen Kinos an, war ab September 1999 auch in den österreichischen Kinos zu sehen und war von März bis August 2021 in der Mediathek von arte abrufbar.

## Auszeichnungen
Auf dem Locarno Film Festival lief der Film 1998 im Wettbewerb um den Goldenen Leoparden und gewann auf dem Internationalen Filmfestival Thessaloniki den Publikumspreis. Jeanne Balibar wurde in Thessaloniki als Beste Darstellerin ausgezeichnet. Beim César 1999 gewann Bruno Podalydès den César für das Beste Erstlingswerk.